# Bầu cử chiến lược
Trong các phương pháp bỏ phiếu, bỏ phiếu chiến lược (tiếng Anh: Tactical voting) xảy ra trong một cuộc bầu cử với hơn hai ứng cử viên, khi một cử tri ủng hộ ứng viên khác mạnh mẽ hơn sở thích chân thành của họ để ngăn chặn một kết quả không mong muốn.
Ví dụ, trong một cuộc bầu cử đa nguyên đơn giản, một cử tri đôi khi có thể, để đạt được một kết quả "tốt hơn", biểu quyết cho một ứng cử viên mình ít ưa thích nhưng nói chung được ưa chuộng hơn.
Nó đã được cho thấy qua định lý Gibbard-Satterthwaite, là bất kỳ phương pháp bỏ phiếu mà chỉ có một người chiến thắng duy nhất nếu không phải là độc tài thì dễ bị ảnh hưởng bởi bỏ phiếu chiến lược. Tuy nhiên, loại bỏ phiếu lược và mức độ mà nó ảnh hưởng đến chiến dịch và kết quả bầu cử có thể khác nhau đáng kể từ một phương pháp bỏ phiếu đến một phương pháp khác.